# Personaggi di Rosario + Vampire
Questa è la lista dei personaggi di Rosario + Vampire, manga di Akihisa Ikeda,  e del suo seguito Rosario + Vampire Season II.

## Protagonisti

### Tsukune Aono
Tsukune Aono (青野 月音?, Aono Tsukune) è un adolescente medio che, non essendo riuscito a superare l'esame per poter andare nelle scuole superiori locali, si iscrive (erroneamente, per "merito" del padre) all'Accademia Yokai. Scopre che è una scuola per mostri, e deve pertanto nascondere la sua identità umana per non essere ucciso. Tuttavia fa amicizia con Moka Akashiya, una vampira attraente, e decide di rimanere. Nel corso della serie fa nuove amicizie e le protegge senza pensarci due volte. La maggior parte dei suoi amici sono ragazze che a loro volta si contendono il suo affetto.

Il protagonista Tsukune Aono

Nella prima serie del manga, a seguito di una soffiata da un insegnante e dopo serie di indagini, il Comitato di sicurezza dell'Accademia, comandato da Kyou il Kyuubi, scopre la natura umana di Tsukune, e dopo averlo sequestrato e obbligato ad ammettere la propria vera natura di fronte alle altre membre dello Shinbunbu, lo condanna a morte. Grazie però all'intervento delle compagne e a quello della Moka Interna l'esecuzione non avviene, ma Tsukune viene comunque ferito da una fiamma di Kyou, e quindi per salvarlo Moka è obbligata ad iniettargli il proprio sangue; il gesto salva Tsukune, che diventa (o dovrebbe diventare) temporaneamente un vampiro e riesce a sconfiggere il capo del Comitato di sicurezza di fronte a tutta la scuola "dimostrando" di essere uno Yokai. I giorni successivi alla trasformazione, che secondo la Moka interna avrebbe dovuto essere solo temporanea, si rivelano però molto difficili dato che Tsukune inspiegabilmente continua a desiderare sangue senza tornare umano. La situazione del ragazzo poi degenera quando un gruppo chiamato ANTI-TESI, formato da studenti Ibridi (mostri di discendenza mista), comincia ad attaccarlo obbligandolo a rilasciare i poteri acquisiti per difendersi, e innescando così la trasformazione in Ghoul, nella quale Tsukune oltre ad acquisire tutti i poteri di un vampiro perde totalmente il controllo della propria coscienza trasformandosi in un'autentica macchina assassina. Non trovando soluzione, la Moka Interna ritiene che non ci sia modo per far tornare umano Tsukune e perciò cerca di ucciderlo, ma fortunatamente l'intervento del preside Tenmei Mikogami, che applica al ragazzo l'Holy Lock, lo salva facendolo tornare umano. Tsukune quindi sopravvive, ma Mikogami si affretta ad informarlo che l'Holy Lock che gli sopprime i poteri vampirici non è stato creato per lui, perciò ogni volta che i poteri vampirici saranno liberati si danneggerà, e se dovesse rompersi, per Tsukune potrebbe essere la fine. Ma visto che glia attacchi al ragazzo non cessano, Mikogami richiama Tsukune, e si offre di aiutarlo poiché la rottura dell'Holy Lock ormai è solo questione di tempo: dato che di recente l'ANTI-TESI ha compiuto atti di vandalismo, il preside può fare due cose, cioè o incolpare Tsukune del fatto e quindi espellerlo (quindi di fatto salvandolo da futuri attacchi), oppure farlo entrare nel Comitato di preparazione del festival scolastico, in cui Mikogami sospetta esserci un membro dell'ANTI-TESI. Tsukune non vuole lasciare la scuola quindi decide di restare e di unirsi al Comitato, dove già il primo giorno effettivamente incontra uno studente che si rivela essere un membro di ANTI-TESI. La cosa sembra risolvere molti problemi, ma purtroppo, a 10 giorni dal festival Moka vede da lontano un membro noto di ANTI-TESI chiamato Kiria che parla con Hokuto Kaneshiro, presidente del Comitato verso cui Tsukune ha sviluppato grandissima ammirazione poiché afferma di sognare un mondo dove non ci sia odio tra Yokai e umani. Per questo, Tsukune inizialmente non riesce a credere alle proprie compagne e si avvia ad una riunione nella sede del Comitato dove però assiste a una scena agghiacciante: tutti i membri del comitato sono stati uccisi da Kaneshiro, che in breve ammette non solo di essere membro di ANTI-TESI, ma di esserne addirittura il capo. Hokuto quindi attacca Tsukune e dimostra tutta la sua superiorità, finché non arrivano Kurumu e Mizore che riescono ad immobilizzarlo e a portarlo di fronte al preside che si prepara a punirlo, ma lì Hokuto rivela che tutto faceva parte del suo piano per impossessarsi del Rosario del Giudizio in possesso del preside per poter rimuovere la barriera che nasconde l'Accademia facendo così scoppiare la guerra tra umani e Yokai. Hokuto si prepara inoltre a uccidere Tsukune, ma proprio in quel momento arriva Moka, che era stata precedentemente rapita da Kiria e che ha forzatamente rotto il sigillo del proprio Rosario per permettere alla Moka interna di scappare e combattere. Per poter disattivare la barriera, Hokuto teletrasporta sé stesso, Tsukune e Moka nella stanza di controllo della barriera, che rapidamente disattiva, e allora i due si preparano a combatterlo, e subito scoprono un fatto agghiacciante: anche Hokuto possiede un Holy Lock perché anche lui è un umano che per sopravvivere è dovuto diventare uno Yokai! Il capo di ANTI-TESI si trasforma quindi in un mostruoso essere scheletriforme che mette in difficoltà Moka finché non interviene Tsukune, che lo immobilizza e permette a Moka di sconfiggerlo con un calcio.
Nell'ultimo episodio della seconda serie anime, Tsukune riesce a convincere il padre di Moka a tenersi il rosario per rivedere la Moka gentile, di cui è innamorato, come lei stessa aveva promesso quando si fece staccare il rosario da Tsukune in modo da evitare che i demoni, sigillati nel cielo della scuola, potessero uscire per saccheggiare il mondo umano (eventi filler non presenti nel manga).
Per poter andare a salvare Moka, che aveva deciso di seguire sua sorella Akua, decide di sottoporsi ad un allenamento speciale con Tōhō Fuhai che culmina con la decisione del ragazzo di sottoporsi alla modifica del proprio corpo per poter utilizzare i poteri da vampiro al loro massimo. Questo rituale consiste nel conficcare nel corpo di Tsukune 109 aghi caricati di potere Yukai di Tōhō Fuhai e ricostruire singolarmente le sue cellule. Quando viene conficcato il penultimo ago Tsukune sviene per risvegliarsi in una forma che sembrerebbe un Ghoul ma che invece è molto più potente e sinistra e che è direttamente collegata al sangue dello Shinso che Moka gli ha donato. Quando tutto sembra perduto e l'unica opzione sembrerebbe quella di uccidere Tsukune, Kurumu, riesce ad entrare nella barriera e quando bacia il ragazzo riporta la sua anima indietro permettendo a Tōhō Fuhai di conficcare l'ultimo ago nel cuore di Tsukune e completare la modifica lasciando i poteri nel corpo del ragazzo in uno stato simile a quello di una pupa. Tsukune, quindi si reca sulla base volante dell'organizzazione Fairy Tail per salvare Moka, pronto a usare i suoi nuovi poteri; viene però scoperto subito da Gyokuro, la matrigna di Moka e attuale capo dell'organizzazione Fairy Tail. Dopo qualche breve lotta con gli scagnozzi dell'organizzazione, Tsukune incontra una vecchia conoscenza: Kuyo, il Kyuubi che nel corso del primo anno scolastico lo aveva quasi ucciso, obbligando quindi Moka a salvarlo iniettandogli sangue; lo scontro tra i due inizialmente vede Kuyo in netto vantaggio, poiché Tsukune, in ricordo di ciò che è accaduto l'anno prima, prova una paura inconscia che gli impedisce di combattere al pieno delle sue capacità finché, dopo che Ruby finisce in uno stato di incoscienza prendendo un colpo diretto a lui, Tsukune riesce a superare ogni dubbio ed a utilizzare al meglio le nuove abilità che ha acquisito, riuscendo finalmente a battere Kuyo.
Quando gli viene infuso il sangue di Moka, acquisisce una forza straordinaria che gli permette di battere gli altri mostri. Le trasfusioni, però, pretendono un tributo sul corpo umano e lo trasformano in un ghoul. Quando diventa ghoul, i suoi poteri superano persino quelli di Inner Moka perché neanche l'acqua può indebolirlo. Inizialmente, quando si trasforma non ricorda nulla e quindi può far del male a chiunque gli stia attorno. Per bloccare questa trasformazione gli viene applicato un braccialetto che funge da sigillo e che ogni volta che utilizza i suoi poteri da vampiro si indebolisce. Una sua eventuale rottura significherebbe la morte di Tsukune. Durante la seconda serie del manga si allena prima con Ruby Tojo e successivamente con l'inner Moka per essere in grado di controllare i suoi poteri così da non indebolire il braccialetto e poter effettivamente difendere Moka se fosse in pericolo. Durante la modifica del suo corpo da parte di Tōhō Fuhai si scopre che nel suo corpo scorre il sangue dello Shinso proprio come in Moka e che per questo i suoi poteri, eccezionali, potrebbero causare la rovina del mondo in un futuro prossimo. In ogni caso dopo tale avvenimento Tsukune sarà in grado di arrivare a un grado di potenza elevatissimo, aumentando non solo la forza fisica, ma anche la velocità e la percezione dei nemici, il tutto rimanendo però cosciente a differenza dello stato di Ghoul. Evento che dimostra quanto forte è diventato è quando senza particolare difficoltà riesce a sconfiggere Kuyō, Yokai di classe S che in precedenza aveva messo in difficoltà anche l'Inner Moka.
Nel corso della battaglia finale Tsukune è costretto a rimuovere totalmente l'Holy Lock per diventare un vampiro completo e salvare Moka iniettandogli il suo sangue. La cosa funziona ma il processo attiva la trasformazione in Ghoul, che rischia di distruggere il suo corpo, e quindi Akua e le ragazze dello Shinbubu effettuano un rituale grazie a cui Tsukune riesce a non impazzire ed a controllare definitivamente la sua nuova forma. Ora, come Vampiro Shinso, Tsukune è dotato di una forza smisurata, di una rigenerazione quasi istantanea che lo rende virtualmente immortale, e dell'abilità chiamata "Creazione", cioè l'abilità di mischiare la propria energia spirituale col proprio sangue ottenendo così un totale controllo su quest'ultimo. Ciò permette di modificare il proprio corpo per trasformarlo in un'armatura d'acciaio o in qualcosa che esplode al contatto, potenziando ulteriormente l'attacco e la difesa. È doppiato da Daisuke Kishio.

### Moka Akashiya
Moka Akashiya (赤夜 萌香?, Akashiya Moka) è la protagonista vampira e amore di Tsukune. È molto ammirata dai suoi compagni di scuola per la sua bellezza e le capacità accademiche. Moka è un vampiro e, a causa del rosario che porta al collo, si manifesta con due personalità distinte. La prima, "Outer" (Omote) Moka, dai capelli rosa e gli occhi verdi, ha un carattere gentile e timido, mentre la seconda, "Inner Moka" (里 Ura-Moka), con capelli del colore della luna e occhi rossi, è dura e fredda verso chiunque e spietata contro il nemico. Nonostante le due personalità, prova con entrambe i medesimi sentimenti verso Tsukune Aono e le sue amiche, proteggendoli quando si trovano in pericolo.
La madre Akasha, prima di sparire, le mise al collo il rosario per sigillare i suoi poteri di shinso in modo da poter sigillare Alucard, uno shinso considerato in grado di distruggere l'intero pianeta. Successivamente venne iscritta in una scuola nel mondo umano. Qui Moka veniva presa in giro ed emarginata dai suoi compagni e così crebbe in solitudine, fino ai 15 anni. Appena giunta all'Accademia Yokai incontra Tsukune, prendendolo subito in simpatia e arrivando ad innamorarsi di lui, dopo avergli succhiato il sangue. Scopre con sgomento che Tsukune è un umano, ma essendo l'unica persona che le abbia dato affetto, non facendola sentire più sola, decide di aiutarlo nello scontro con uno studente orco e di celare il suo segreto. Successivamente vive diverse avventure con Tsukune, insieme al nuovo gruppo di amiche che si è creata nella scuola, Kurumu, Mizore, Yukari e, successivamente, Kokoa, sua sorella minore, sebbene le prime quattro siano anche sue rivali in amore. Nel capitolo 74 assiste al sacrificio di sua madre e lì scopre il funzionamento del rosario.
In realtà, la personalità "falsa" di Moka è un clone di Akasha, sua madre, che si è cancellata la memoria ed è diventata una parte alternativa della sua personalità per proteggerla fino al giorno in cui lei e Alucard sarebbero stati pronti a morire. Nel corso della battaglia finale contro Alucard, la madre Akasha si divide completamente da Moka eliminando così la personalità esterna. Tuttavia Moka, pur avendo l'aspetto della personalità interiore, dopo la morte della madre diventa caratterialmente sempre più simile a quella esteriore e la cosa verrà chiarita nell'ultimo capitolo da Issa Shouzen: la "falsa" personalità persa nella battaglia finale era sì un clone di Akasha, ma ormai è anche un lato della personalità di Moka da cui non può più separarsi, quindi la Moka "esterna" e quella "interna" sono in realtà i due lati di una personalità che ora stanno a poco a poco fondendosi in un'unica entità. Dopo averlo scoperto Tsukune, che nel frattempo è diventato l'allievo di Issa, nota che i capelli bianchi di Moka stanno cominciando a tingersi di un rosa pallido proprio come se le due personalità fino ad allora separate stessero diventando una sola.
Il rosario che porta al collo sigilla i suoi poteri di vampiro e le fa perdere tutte le tecniche delle arti marziali e lo spirito combattivo. Quando Tsukune le toglie il rosario, riacquista le sue abilità. Moka in realtà non è soltanto un vampiro, ma è uno Shinsho, ovvero la razza di vampiri più potente e antica al mondo, di cui fa parte perché quando era neonata sua madre Akasha, per salvarla da una malattia incurabile, le iniettò una grande quantità del proprio sangue. Alla fine del manga Moka risveglia completamente i propri poteri di Vampiro Shinso, grazie ai quali ora, oltre ad una forza smisurata, molto superiore a quella di un normale vampiro, e a una rigenerazione quasi istantanea, le conferisce l'abilità chiamata "Creazione": l'abilità di mischiare la propria energia spirituale col proprio sangue ottenendo così un totale controllo su quest'ultimo, e ciò permette di modificare il proprio corpo per trasformarlo in un'armatura d'acciaio o in qualcosa che esplode al contatto potenziando ulteriormente l'attacco e la difesa. È doppiata da Nana Mizuki.

### Kurumu Kurono
Kurumu Kurono (黒乃 胡夢?, Kurono Kurumu) è una procace studentessa succubus. Ha un carattere estremamente vivace, fino ai limiti della perversione. Progetta inizialmente di asservire tutti i ragazzi della scuola con il suo fascino. Gelosa della popolarità di Moka, decide di concentrarsi sull'oggetto delle attenzioni di Moka, Tsukune, cercando di renderlo suo schiavo con un bacio, ma fallisce. Dopo che Moka la sconfigge si innamora di Tsukune perché le ha mostrato gentilezza, e così lo sceglie come il suo "compagno predestinato" (運命の?, unmei no hito). Nel corso della serie, impara ad apprezzare la sua amicizia con Moka e le altre ragazze quando si aiutano nelle situazioni pericolose. Per tal motivo non usa i suoi poteri ipnotici a suo vantaggio su Tsukune, e cerca di conquistarlo onestamente. Nella sua forma di succubus, Kurumu ha le unghie lunghe e talmente affilate da poter tagliare come burro un tronco d'albero, le orecchie (solo nel manga), la coda e le ali da pipistrello, che le permettono di volare e trasportare le persone (ma solo una per volta, con due fa molta fatica a sollevarsi). Kurumu è in grado di utilizzare una tecnica, chiamata "Charm", che consiste nell'ipnotizzare i nemici o le sue prede, rendendoli completamente schiavi al suo comando. Può lanciare incantesimi illusori di alto livello, così come entrare nei sogni delle persone. È doppiata da Misato Fukuen.

### Yukari Sendo
Yukari Sendo (仙童 紫?, Sendo Yukari) viene introdotta come una strega di 11 anni, con tanto di cappello da strega e bacchetta magica a forma di cuore, con una personalità da "sorellina". È molto più intelligente rispetto alla sua classe (di fatto ha saltato delle classi fino ad arrivare al liceo dei mostri), diventando tuttavia vittima del bullismo dai suoi compagni di classe tanto per invidia quanto per essere una "mezzosangue", cioè a metà tra il mostro e l'umano. Adora Moka, e, inizialmente, odia Tsukune per ottenere l'attenzione di Moka solo per sé. Tuttavia, dopo che sia Tsukune che Moka la salvano da tre studenti-lucertola (compreso il rappresentante di classe) lei si innamora anche di Tsukune e considera il loro un rapporto a tre vie. Anche se si scontra con Kurumu e le altre ragazze, collabora con loro nelle diverse avventure che le coinvolgono. Le capacità di Yukari le danno la possibilità di manipolare delle carte dei tarocchi volanti per tagliare le piante mostruose scatenate da Lady Oyakata; ed evocare delle padelle per farle cadere sulla testa di una persona o per stordirla. Nella seconda serie del manga, sviluppa degli oggetti magici e impara l'evocazione. Nell'anime è doppiata da Kimiko Koyama.

### Mizore Shirayuki
Mizore Shirayuki (白雪 みぞれ?, Shirayuki Mizore) è una donna delle nevi, che si unisce alla classe di Tsukune nel capitolo 17 del manga (episodio 7 dell'anime). Porta sempre un lecca-lecca in bocca per riuscire a tenere bassa la sua temperatura corporea o non resisterebbe. Nel suo primo periodo scolastico, confessa il suo amore a un insegnante, ma quando questo si approfitta di lei, lo congela e ciò le costa una sospensione. È inizialmente depressa e solitaria perché ritiene di non essere compresa dagli altri, ma da quando Tsukune e gli altri amici, riescono a convincerla che non è sola inizia a manifestare un'ossessione per Tsukune. Nel secondo anno comincia a raccogliere notizie per il club. Tra i poteri che dispone e in quanto donna delle nevi è in grado di congelare vittime e oggetti; inoltre, la sua padronanza di manipolare il ghiaccio le consente di dargli la forma che preferisce, solitamente creandosi grandi artigli adatti al combattimento ravvicinato o scagliando lame e schegge di ghiaccio per quello a distanza. È anche in grado di creare delle sue copie di ghiaccio che possono attaccare anche bersagli anche molto lontani da lei. Naturalmente, le alte temperature la indeboliscono. È doppiata da Rie Kugimiya.

### Ruby Tojo
Ruby Tojo (橙条 瑠妃?, Tōjō Rubi) è una strega. All'inizio della serie era ostile verso le persone e in particolare verso gli umani, responsabili della morte dei suoi genitori, ma, grazie al team Moka cambia atteggiamento fino a diventare un po' simile a Yukari. Anche lei si innamora di Tsukune. Utilizza la magia per combattere, ma invece di usare una bacchetta usa un bastone lungo, ereditato dalla vecchia tutrice, con il quale è in grado di evocare qualsiasi cosa, dimostrando di tenere testa con facilità le quattro ragazze, con Inner Moka.
Compare per la prima volta quando il team Moka organizza una vacanza al mare nel mondo umano. Qui scopriamo che odia le persone perché li ritiene esseri malvagi, dopo che sia la sua famiglia che la vecchia strega del campo dei girasoli, che l'ha accudita per ben 16 anni, sono stati uccisi. Ruby non accetta la morte della vecchia per cui impazzisce, attaccando tutte le persone che osano entrare nel campo dei girasoli, infatti si imbatte con il team Moka, ferendo gravemente Tsukune e facendo irritare le ragazze. Tsukune, ripresosi dall'attacco della stessa Ruby, riesce in qualche modo a convincerla che le sue azioni erano inutili, dovute ad una vendetta per una persona che ormai non c'era più. Successivamente si trasferisce all'Accademia Yōkai. Fino al capitolo 50, cambiava ogni giorno incarico, dalla guida scolastica a bidella della scuola, dopo di che decide di unirsi legalmente al Shinbunbu, l'ultima dopo Kokoa. È doppiata da Saeko Chiba.

### Kokoa Shouzen
Kokoa Shouzen (朱染 心愛?, Shuzen Kokoa) è la sorella più piccola di Moka e la più giovane delle quattro sorelle Shuzen. Diventa una studentessa dell'Accademia Yokai nella seconda serie manga e nella seconda stagione dell'anime. È autoritaria, arrogante e litigiosa. Cerca sempre togliere di il rosario a Outer Moka, perché non ha mai accettato che alla sua sorellastra vengano sigillati i poteri, ma non ci riesce mai. A volte viene addirittura ignorata dal team Moka. Dopo essere stata salvata dal gruppo della sorella Outer Moka decide di unirsi al team Shinbunbu. Essendo un vampiro, ha le stesse abilità della sorellastra ma queste sono più deboli, pur essendo in teoria più forte delle altre del team Shinbunbu. A causa della sua inesperienza e sprovvedutezza viene sempre neutralizzata dai membri del gruppo. Kokoa è un riferimento al cacao.
Kokoa compare per la prima volta quando, in un capitolo, si scontra con Tsukune di ritorno dal mondo umano, nello stesso luogo in cui ha incontrato per la prima Outer Moka, ma ben presto Tsukune si accorge che Kokoa è totalmente diversa da Moka. All'inizio sembra mostrarsi quale potente nemico, ma in realtà è solo una normale ragazza con il solo desiderio di abbracciare Inner Moka, che si arrabbia e le dà un calcio che la scaraventa via anche se Kokoa è un vampiro. Nonostante vada incontro a numerosi guai, non si dà mai per vinta e le tenta tutte pur di staccare il rosario di Moka. Negli ultimi capitoli rischia di essere picchiata dai membri del Karate Club, ma grazie a Inner Moka viene salvata che gli suggerisce di smetterla di comportarsi come una bambina, diventando così l'ultimo membro del team Shinbunbu. Nel capitolo 28 rivela al gruppo che la signora Gyokuro, che sta con Issa, è sua madre e quindi è la matrigna di Moka. È doppiata da Chiwa Saitō.

### Ginei Morioka
Ginei Morikoda (森丘 銀影?, Morioka Gin'ei), soprannominato Gin, è un reporter e il presidente del club giornalistico dell'Accademia Yokai. Ha il brutto vizio di fotografare di nascosto le ragazze nude, e, pur di non farsi beccare tenta di incastrare le persone che gli mettono i bastoni fra le ruote. Malgrado sia professionalmente il più anziano e più esperto del gruppo di giornalisti, non è quasi mai di aiuto, o perché deve fotografare i suoi primi piani, oppure perché, combinazione, manca sempre nel momento del bisogno. Si scopre essere un lupo mannaro, dimostrando di essere alla pari di Inner Moka, ma viene sconfitto. Dopo questo incidente, nonostante non abbia perso il suo brutto vizio di stalker, Ginei diventa amico di Tsukune e delle ragazze. È doppiato da Tomokazu Seki.

## Tre Re Oscuri
I Tre Re Oscuri (スリーキングスダーク?, Surīkingusudāku) sono un gruppo di tre mostri famoso per aver sigillato Alucard circa 200 anni prima dell'inizio della storia di Tsukune. Il capo di questa organizzazione è Akasha Bloodriver, madre di Moka Akashiya.

### Akasha Bloodriver
Akasha Bloodriver (アカーシャ＝ブラッドリバー?, Akāsha Buraddoribā): è la madre di Moka, moglie (amante nell'anime) di Issa, ed è il leader dei Tre Re Oscuri. Nell'anime si sa che è stata la comandante dell'armata costituita dagli attuali Re Oscuri ad esclusione di Issa che ha sconfitto il potente Alucard e che ne ha assorbito il potere. Nel capitolo 74 si sacrifica per rafforzare il sigillo di sua figlia, sigillando la sua personalità con una fittizia simile alla propria, cioè la Outer Moka, a cui assomiglia molto sia fisicamente che caratterialmente. Essendo un vampiro, i suoi poteri principali sono, come per Moka, una forza e una resistenza smisurata, ma Akasha oltre che un vampiro è anche uno Shinsho, cioè un tipo particolare di vampiro dotato di abilità ancora più straordinarie: Akasha è dotata di capacità fisiche immensamente superiori a quelle della figlia, assieme a una capacità rigenerativa inimmaginabile, tanto da essere riuscita tranquillamente a rigenerarsi dopo essere stata quasi del tutto tagliata a metà. Secondo Fuhai, quando Akasha combatte seriamente diventa invincibile. Quando la battaglia con Alucard raggiunge il culmine, Tsukune riesce ad applicare il rosario di Moka all'antico vampiro, inducendo la liberazione di Akasha. La vampira e gli altri due Re Oscuri, quindi, si suicidano assieme ad Alucard per mettere fine alla sua minaccia. Poco prima di morire Akasha, che grazie al rosario ha acquisito anche i ricordi di Moka, dice addio a Tsukune, ringraziandolo per gli splendidi ricordi che le ha donato. Quasi un anno dopo la sua morte, suo marito Issa comincia ad allenare Tsukune, a cui rivela che nonostante la Outer Moka fosse sì una personalità artificiale basata su Akasha, alla fine era diventata una parte vera del cuore di Moka, che comincia ad assomigliare sempre di più alla propria madre, pur mantenendo alcune caratteristiche dell'Inner Moka.

### Tenmei Mikogami
Tenmei Mikogami (御子神 典明?, Mikogami Tenmei) è il preside dell'Accademia Yokai, soprannominato "L'Esorcista" per il suo aspetto simile ad un ecclesiastico e per la sua grande conoscenza della magia nera e "Lo Stratega" per le sue doti di tattico sul campo di battaglia. È lui ad aver lasciato per terra il foglietto illustrativo della propria accademia in modo che venisse raccolto dal padre di Tsukune che, per motivi sconosciuti, Tenmei aveva da tempo scelto come futuro successore. Il suo vero aspetto è di un essere con le corna, un fisico estremamente sviluppato, con le mani artigliate e coperte da una corazza: Mikogami infatti in realtà è un Kishin, cioè un "Dio demone", e come tale è dotato di capacità fisiche superiori alla maggior parte dei mostri, compresi molti vampiri, e la capacità di trasformarsi, che utilizza quasi sempre per mantenere l'aspetto con cui si presenta in qualità di direttore.

### Touhou Fuhai
Touhou Fuhai (東方 不敗?, Fuhai Touhou) è uno Yasha e uno dei Tre Re Oscuri. Il suo vero aspetto è di un Bishōnen dal corpo scolpito con i capelli neri e gli occhiali, ma per molto tempo è apparso come un anziano basso e dai capelli bianchi, in realtà una forma con cui ha risparmiato l'energia da usare nello scontro finale contro Alucard. Fra i Tre Re Oscuri è famoso come il maggior esperto di arti marziali, tanto da essere l'ideatore di tantissime tecniche di altissimo livello e famose in tutto il mondo degli Yokai, ma sotto questa figura di immenso valore si nasconde un appassionato di visual novel e di personaggi femminili in 2D. Nonostante queste passioni alquanto ambigue, resta un grande stratega ed un grande maestro, a cui Tsukune si rivolge affinché lo renda capace di salvare Moka quando quest'ultima viene rapita da Fairy Tale.
L'aspetto fisico della sua forma sigillata è inspirata ad Happosai, personaggio di Ranma ½ noto per essere un vecchio maniaco.

## Altri personaggi

### Nazo Koumori
Nazo (謎?), soprannominato Kou (こうもり?), è il pipistrello mutaforma di Kokoa. Nell'anime ha la capacità di parlare. Per tutta la prima serie di Rosario + Vampire narra le avventure del Team Moka, commentandone anche le azioni, ma dalla prima puntata della seconda viene costretto a diventare anche il tirapiedi di Kokoa Shouzen, la quale ha intenzione di staccare il rosario a Moka. In quell'occasione si scopre che è in grado di trasformarsi in qualsiasi oggetto desideri. Nel decimo episodio di RosarioVampireCapu2 si trasforma in uno studente e utilizza una tecnica ipnotica con i compagni di scuola, soprattutto con le ragazze, per diventare il padrone assoluto della scuola, ma viene fermato prima da Tsukune e poi da Kokoa e Inner Moka a calci. Da quel giorno torna a essere il solito Kou. Si unirà al Shinbunbu insieme a Kokoa. È doppiato da Koyasu Takehito.

### Kasumi Aono
Kasumi Aono (青野 かすみ?, Aono Kasumi) è la madre di Tsukune; compare per la prima volta quando riferisce a suo figlio che è diventato un liceale dell'Accademia Yokai. Ricompare poi nel settimo episodio della seconda serie quando Tsukune, Moka e le altre del giornalino scolastico ritornano nel mondo umano per il weekend. All'inizio Kasumi pensa che Tsukune sia diventato improvvisamente un dongiovanni senza scrupoli, ma alla fine viene convinta da Moka del contrario. È doppiata da Haruhi Terada.

### Issa Shouzen
Issa Shouzen (朱染 一茶?, Shouzen Issa) è il padre di Moka e delle sorelle Shouzen. Nel manga ha l'aspetto di un uomo di quarant'anni dalla corporatura longilinea ma equilibrata, vestito con abiti di inizio 900', con barba e baffi corti e capelli neri lunghi fino alle spalle. Appare per la prima volta in un flashback nei ricordi di Moka, in cui si mostra come un padre amorevole e un marito devoto. Secondo Nurari, è l'essere più potente del mondo dopo i Tre Re Oscuri e Alucard. Durante l'attacco alla sede di Fairy Tale, sembra che Issa sia diventato il leader della seconda divisione, ma in realtà quello era un Doppleganger che ne aveva preso l'aspetto e che ne aveva doppiato in forma ridotta i poteri, venendo quindi facilmente sconfitto da Touhou Fuhai. Riappare un anno dopo la sconfitta di Alucard, apparentemente solo perché Moka gli presenti Tsukune, ma in realtà il potente vampiro è venuto anche sotto richiesta di Nurari affinché protegga il ragazzo e lo alleni a diventare il nuovo direttore dell'Accademia. Nei giorni successivi, oltre ad allenare duramente Tsukune, gli dà anche consigli sulle donne, suggerendo di non opporsi alla possibilità di frequentare altre ragazze oltre a Moka.
Nell'anime Issa è il patrigno di Moka, ed è molto diverso dalla sua versione nel manga: è vestito con un abito dotato di un ampio mantello. Ha i capelli e gli occhi come quelli della figliastra, ma a differenza di quest'ultima sono ben visibili i tipici canini da vampiro. Appare arrogante come Kokoa e Inner Moka. Nell'anime scopriamo che, facendo parte dei Tre Re Oscuri, ha creato un altro sigillo, questa volta con lo scopo di sigillare i poteri di Moka rendendola dolce e gentile per poterle permettere di frequentare una scuola nel mondo degli umani. Nel tredicesimo episodio di Rosario Vampire Capu 2 si scontra con Tsukune che era andato a parlargli per chiedergli un nuovo rosario per Moka, per rivedere la parte dolce della ragazza; Issa all'inizio si rifiuta e dopo lo scontro con Tsukune dirà al ragazzo che dovrà essere l'unico a togliere il rosario alla figliastra.
È doppiato da Katsuji Mori.

### Kaluha Shouzen
Kaluha Shouzen (朱染Kaluha?, Shouzen Kaluha) è la seconda figlia di Issa e Gyokuro, maggiore di Kokoa e minore di Akuha. Nel manga, nel paese di Mizore, si fa chiamare "la fata del lago ghiacciato".

### Akuha Shouzen
Akuha Shouzen (朱染Akuha?, Shouzen Akuha) è la prima figlia di Issa. Nel manga aiuta il Team Moka contro la famiglia Wong.

### Ageha Kurono
Ageha Kurono (黑乃 アゲハ?, Kurono Ageha) è la madre di Kurumu. Ha un carattere vivace e ai limiti della perversione, e non accetta che sua figlia si faccia scappare Tsukune per paura che quest'ultimo diventi il genero di Tsurara Shirayuki, sua acerrima nemica. Ageha utilizza qualsiasi mezzo pur di non perdere contro di lei. Ha le stesse abilità di Kurumu ma più potenti. Ageha ha inoltre la capacità sparare dei laser dai suoi seni. Nel terzo episodio di RosarioVampireCapu2 Ageha ha un violento alterco con Tsurara fino al punto di scontrarsi. Questa rivalità è dovuta al fatto che quando erano studentesse dell'Accademia Yokai facevano a gara per sedurre un bel ragazzo che, da grande, sarebbe diventato brutto. Nel tredicesimo episodio tenta di portarsi via Tsukune ma viene fermata da sua figlia e lì inizia una battaglia, che nell'episodio non è mostrata. A fine episodio viene mostrata legata e imbavagliata assieme a Tsurara. È doppiata da Chieko Honda.

### Fujiko Sendo
Fujiko Sendo (堂 藤子?, Sendo Fujiko) è la madre di Yukari. È sempre composta e ha le stesse abilità di Yukari ma più potenti. Inoltre ha la capacità di far comparire dal nulla una quantità impressionante di pentole d'oro e di farle cadere come meteoriti sui nemici. Nel terzo episodio di RosarioVampireCapu2 incappa insieme al marito in Ruby Tojo, quando quest'ultima tenta di uscire dalla classe di Moka. Nel tredicesimo episodio aiuta Tsukune sconfiggendo le domestiche di Tsurara con la magia.

### Tsurara Shirayuki
Tsurara Shirayuki (白雪 つらら?, Shirayuki Tsurara) è la madre di Mizore. Come sua figlia, a volte è troppo insistente nel voler imporre la sua presenza alle persone cui è interessata, ma non accetta che sua figlia si faccia scappare Tsukune per paura che quest'ultimo diventi il genero della madre di Kurumu Kurono, Ageha, sua acerrima nemica. Tsurara utilizza qualsiasi mezzo pur di non perdere contro la sua nemica. Le sue abilità sono le stesse di Mizore però più potenti; inoltre ha la capacità di creare con il ghiaccio qualsiasi arma e un pupazzo di neve. Nel terzo episodio di RosarioVampireCapu2 ha un violento alterco con Ageha fino al punto di scontrarsi. Questa rivalità è dovuta al fatto che quando erano studentesse dell'Accademia Yokai facevano a gara per sedurre un bel ragazzo, che da grande sarebbe diventato brutto. Nel tredicesimo episodio tenta di portarsi via Tsukune ma viene fermata da sua figlia: inizia una battaglia che nell'episodio non viene mostrata, ma a fine puntata viene ritrovata legata e imbavagliata assieme ad Ageha. È doppiata da Yūko Minaguchi.

### San Otonashi
San Otonashi (音無 燦?, Otonashi San) è una diplomata dell'Accademia Yokai ed ex presidentessa del club giornalistico. È una sirena ed è una ragazza solare e dolce, tuttavia è timida e perciò quando comunica scrive qualcosa sul suo taccunio. Secondo Ginei Morioka e Haiji era una avversaria tanto temibile che lo stesso Ginei si spaventava quando si trasformava nella sua reale forma, che è quella di un terrificante angelo oscuro dal cuore freddo che attacca gli avversari disintegrandoli, quando chiude del tutto il taccuino il cui ha anche la funzione di sigillo dei suoi poteri come il rosario di Moka. Una volta che si è diplomata non sapeva dove andare dato che non aveva più i genitori, ma incontrò per caso Marin Kawamoto e quest'ultima decide di darle alloggio e per ringraziarla Sun fa di tutto pur di accontentarla. Nel capitolo 62 tenta sacrificarsi uccidendo un membro della mafia boys pur di salvare i suoi amici. Riesce a sopravvivere allo scontro e quando il Newspaper Club riparte per l'Accademia Yokai scrive e fa vedere a tutti che è un po' attratta da Tsukune e questo fa dispiacere a Ginei e Haiji. Essendo una sirena, quando chiude il taccuino è in grado di volare con le lunghe e piumate ali da angelo, ma quello che la rende davvero temibile è il suo canto ultrasonico che provoca microlesioni in tutto il corpo, di cui ci si accorge solo quando improvvisamente i vari danni che il corpo ha subito risultano insopportabili e talmente gravi da portare al collasso, un'abilità rara anche tra le sirene.

### Alucard
Alucard (アルカード?, Arukādo) è un vampiro che in un'epoca antica voleva distruggere il mondo umano, ritenuto troppo debole, in sette giorni ma un gruppo di potenti Yokai riuscirono a sconfiggerlo e sigillarlo, venendo da allora chiamati Tre Re Oscuri. Viene nominato per la prima volta da Akhua Shouzen nel capitolo 69 quando proprio quest'ultima ha avuto una discussione polemica con Akasha Bloodriver e lì si scopre che la madre di Moka Akashiya ha assorbito una buona parte dei poteri di Alucard, dopo averlo sconfitto. Inizialmente sembra che Gyokuro Shouzen abbia fondato Fairy Tale con il preciso scopo di usarlo come un'arma, ma in realtà la vampira è stata manipolata da Miyabi Fujisaki, un clone di Alucard stesso, affinché lei rimuovesse il sigillo che fino ad allora lo stava imprigionando. Di nuovo libero si prepara a distruggere il mondo, ma grazie a Tsukune viene liberata anche Akasha, che si sacrifica assieme agli altri due Re Oscuri autodistruggendosi con Alucard. Quando è al massimo dei suoi poteri, la sua natura di Shinsho gli fornisce poteri inimmaginabili: ha una forza titanica e capacità di trasformazione che gli forniscono anche una guarigione quasi istantanea, che lo rende del tutto immune a tentativi di amputazione. Gli unici che si sono dimostrati capaci di danneggiarlo seriamente sono stati i Tre Re Oscuri, Akua, Moka e Tsukune, dotati di forza sufficiente a dare colpi generanti onde d'urto tali da spazzare via tutta la materia nello spazio di fronte a loro.
La sua forma completa e definitiva è quella di un gigantesco essere alto varie centinaia di metri e dalla forma simile a quella di uno Xenomorfo.